# Fußballnationalmannschaft von St. Kitts und Nevis (Frauen)
Die Frauenfußballnationalmannschaft von St. Kitts und Nevis repräsentiert St. Kitts und Nevis im internationalen Frauenfußball. Da der nationale Verband St. Kitts and Nevis Football Association Mitglied im Weltverband FIFA und im Regionalverband CONCACAF ist, ist die Mannschaft für die Teilnahme an der Qualifikation zur CONCACAF W Championship berechtigt.

## Geschichte
Das erste Spiel der Geschichte für die Mannschaft, fand am 8. Mai 2006 gegen Antigua und Barbuda statt. Hier gelang es gleich sich mit einem 3:2-Sieg einen erfolgreichen Start in die Länderspielgeschichte zu sichern. Dieses Spiel der Qualifikationsrunde für den CONCACAF Women’s Gold Cup 2006 wäre eigentlich erst das zweite Spiel der Mannschaft gewesen. Jedoch entfiel das Vorrundenspiel, weil der Gegner Montserrat sich zurückzog. Nach dem Auftaktsieg folgte aber eine knappe 2:3-Niederlage gegen St. Lucia und sehr deutliche 0:11-Niederlage gegen Jamaika, womit man am Ende auf dem Vorletzten Platz der Gruppe landete.
Die darauffolgende Qualifikationsphase begann wieder mit einem Sieg, diesmal durch ein 2:0 über Dominica. Durch eine 0:7-Niederlage wurde man aber schnell auf den Boden der Tatsachen zurückgezogen und schied so direkt auch schon aus. Positiver ging es dann in der Qualifikationsphase für das Turnier im Jahr 2014 zu. Mit zwei ordentlichen Siegen gelang gleich ein sehr guter Start und auch gegen Bermuda, musste man nur eine 1:3-Niederlage stecken. Somit begleitete man diese am Ende dank des guten Torverhältnisses mit in die nächste Runde. Dort unterlag man jedoch direkt Trinidad und Tobago deutlich und selbst Martinique, wenn jedoch wesentlich knapper. Da half auch der 2:1-Sieg über Antigua und Barbuda am Ende nicht mehr, und man verpasste die Qualifikation für die Endrunde.
Diese Stärke wurde dann aber auch mit in die Qualifikation zum Wettbewerb im Jahr 2018 mitgenommen. Im zweiten Spiel hier gelang gar ein 10:0-Sieg über Grenada, was bis heute der höchste Sieg in der Geschichte der Mannschaft ist. Einzig gegen Trinidad und Tobago reichte es am Ende nur zu einem 1:1 und so dem einzigen Punktverlust. Dies stellte sich aber später als der größte Stolperstein dar, weil diese wiederum am Ende vor ihnen standen. Nur aufgrund eines schlechteren Torverhältnisses von 10 Toren, verpasste das Team so den Einzug in die Finalrunde. Ähnliches Drama, geschah auch bei der Qualifikation für die CONCACAF W Championship 2022. Hier resultierte die einzige Niederlage aus dem 0:7 gegen Costa Rica im ersten Spiel, alle anderen Partien konnte die Mannschaft gewinnen und verpasste somit wieder einmal denkbar knapp die Endrunde bei dem Turnier.

## Weltmeisterschaft
| - 1991: keine Teilnahme, erstes Spiel erst 2006 - 1995: keine Teilnahme, erstes Spiel erst 2006 - 1999: keine Teilnahme, erstes Spiel erst 2006 - 2003: keine Teilnahme, erstes Spiel erst 2006 - 2007: nicht qualifiziert | - 2011: nicht qualifiziert - 2015: nicht qualifiziert - 2019: nicht qualifiziert - 2023: nicht qualifiziert |

## CONCACAF W Championship / CONCACAF Women’s Gold Cup
| - 1991: keine Teilnahme, erstes Spiel erst 2006 - 1993: keine Teilnahme, erstes Spiel erst 2006 - 1994: keine Teilnahme, erstes Spiel erst 2006 - 1998: keine Teilnahme, erstes Spiel erst 2006 - 2000: keine Teilnahme, erstes Spiel erst 2006 - 2002: keine Teilnahme, erstes Spiel erst 2006 | - 2006: nicht qualifiziert - 2010: nicht qualifiziert - 2014: nicht qualifiziert - 2018: nicht qualifiziert - 2022: nicht qualifiziert |